# ویلی بارتولومه
ویلی بارتولومه (آلمانی: Willi Bartholomae; ۳۱ ژانویهٔ ۱۸۸۵ – ۱ ژانویهٔ ۲۰۰۰) قایقران روئینگ اهل آلمان بود.